# Дибровка (Емильчинский район)
Дибровка (укр. Дібрівка) — село на Украине, находится в Емильчинском районе Житомирской области.
Код КОАТУУ — 1821783003. Население по переписи 2001 года составляет 39 человек. Почтовый индекс — 11222. Телефонный код — 4149. Занимает площадь 0,041 км².

## Адрес местного совета
11220, Житомирская область, Емильчинский р-н, с.Кочичино